# Клан Міддлтон

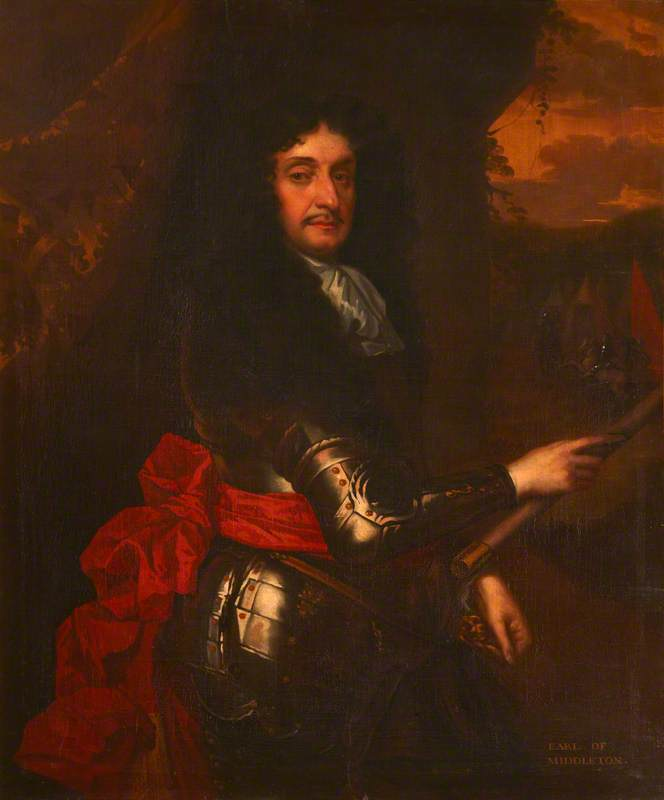
Джон Мідлтон (1619—1674) — І граф Міддлтон.

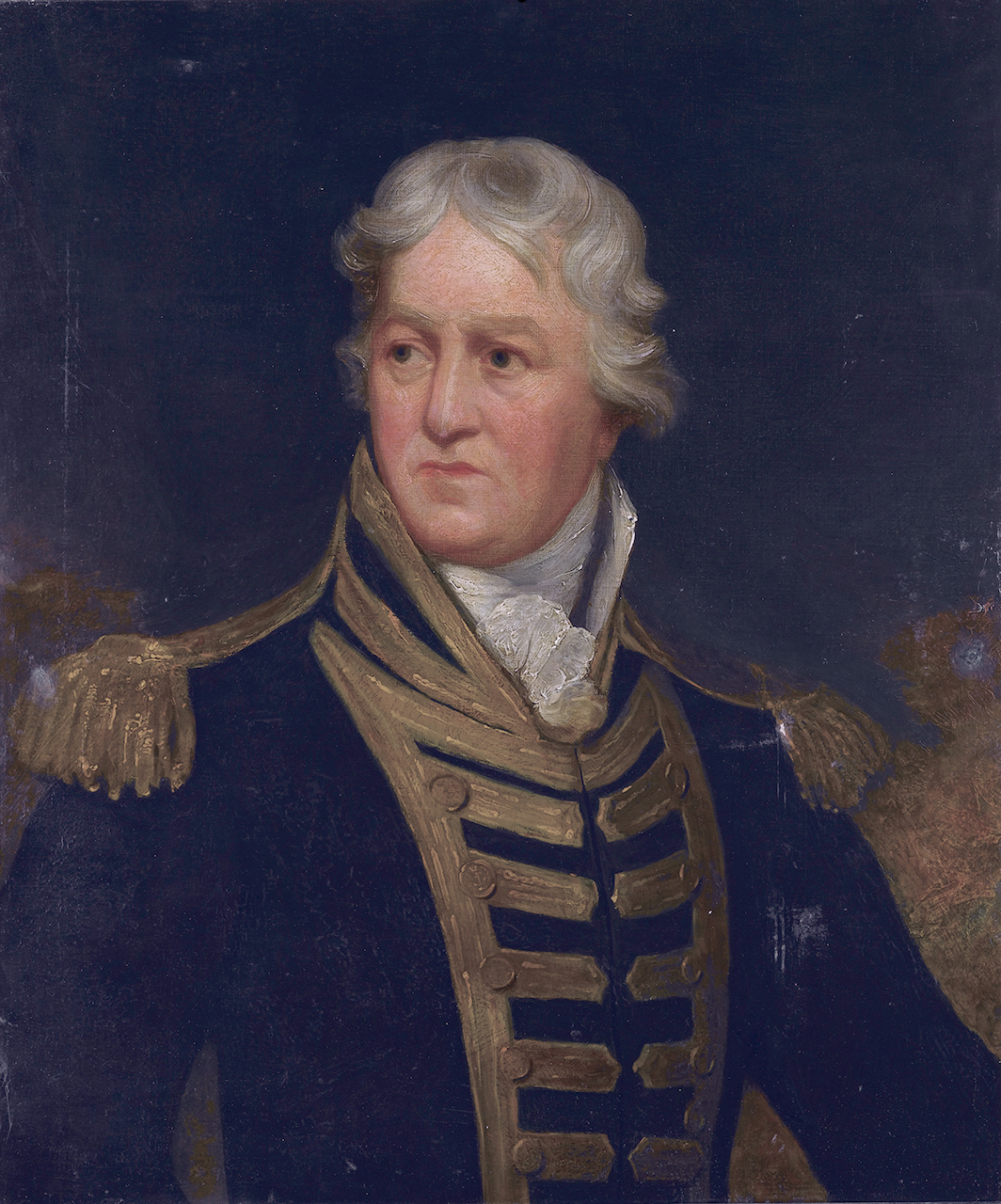
Чарльз Міддлтон (1726—1813) — І барон Бархам.

Клан Міддлтон (шотл. — Clan Middleton) — один з кланів рівнинної частини Шотландії — Лоулендсу. На сьогодні клан не має визнаного герольдами Шотландії та лордом Лева вождя, тому називається в Шотландії «кланом зброєносців».
Гасло клану: Fortis in arduis — Хоробрий в труднощах (лат.)
Землі клану: Кіркардіншир

## Історія клану Міддлтон
Назва клану Міддлтон походить від назви земель Міддлтон, що в Конветі поблизу Лавренкекірк у Кіркандінширі. Право вождів клану Міддлтон володіти цими землями підтверджується грамотою короля Вільгельма І Лева. У 1221 році Умфрідус де Міддлтон згадується у грамоті щодо земель абатства Арборт як свідок.
У 1296 році король Англії Едвард І Довгоногий захопив Шотландію і змусив вождів шотландських кланів присягати йому на вірність і підписати відповідний документ — «Рагман Роллс». У цьому документі згадується Хамфрі де Міддлтон — вождь клану Міддлтон. Також відомо, що в той же час Роберт де Міддлтон був кинутий у в'язницю — в замок Данбар, де перебував не менше року. Про клан Міддлтон було відомо в Шотландії більше 350 років як про клан, вожді якого не мали ніяких поважних титулів. У 1656 році Джон Міддлтон отримав титул І графа Міддлтон від короля Карла II.
Джон Мідлтон був професійним військовим, пішов служити королю Франції, служив у полку Гербурнс. Коли на Британських островах почалась громадянська війна, він повернувся в Шотландію і приєднався до Ковенанторів. Джон Міддлтон брав участь у битві під Філіфау у 1645 році. У 1646 році він став головнокомандуючим армії ковенанторів, у тому ж році він вів переговори про капітуляцію маркіза Монтроза.
У 1651 році під час диктатури Кромвеля Джон Міддлтон перейшов на бік роялістів і підтримав короля Карла II. Він отримав звання генерал-майора, брав участь у битві під Вустер. Джон Міддлтон потрапив у полон, але йому вдалося втекти, він пішов у вигнання і приєднався до оточення короля Карла II в Парижі.
Він залишався на службі в короля Карла II до реставрації монархії. Від короля він отримав в нагороду титул графа та низку важливих посад в Шотландії. Але згодом він втратив всі ці посади в результаті конфлікту з графом Лодердейлі. Джон Міддлтон служив губернатором Рочестера, генерал-лейтенантом Кенту, губернатором Танжера в 1668 році. Помер він у 1674 році.
Сином Джона Міддлтона був Чарльз Міддтон — II і останній граф Міддлтон. Він служив державним секретарем у справах Шотландії, а також був послом в імператорському дворі у Відні. Пізніше його кинули у в'язницю в Англії, коли він відмовився визнати «славну революцію» 1688 і коронування Вільгельма Оранського і королеви Марії, хоча йому вдалося втекти. Титул графа був анульований після того, як сини Чарльза були викриті у спробі вторгнення в Шотландії за сприяння французьких військ.
Сер Томас Мідлтон Розефарм Кроматі був заступником генерального директора Департаменту виробництва харчових продуктів під час Першої світової війни, і був став дійсним членом Королівського товариства в 1936 році.

## Видатні люди з клану Міддлтон
- Джон Міддлтон (1609—1674) — І граф Міддлтон був професійним військовим, найнявся на службу до короля Франції, під час громадянської війни повернувся в Шотландію. Спочатку приєднався до ковенанторів і воював проти короля Карла І. Відзначився в битві під Філіфау, в боях проти маркіза Монтроза. Але він був проти страти короля і навіть намагався його врятувати у 1648 році. Брав участь у битві під Престон і потрапив у полон. Звільнившись з полону він приєднався до роялістів і підтримував Карла II у 1650 році. У 1653—1654 році армія Карла II була розбита, Карл II втік. Але потім відбулась реставрація монархії, Карл II отримав корону і трон, Джон Міддлтон отримав титул графа. Джон Мідлтон повернувся в Англію разом з королем в 1660 році і був призначений головнокомандувачем військами в Шотландії, лордом і Верховним комісаром шотландського парламенту, засідання якого він відкрив в січні 1661 року. Він був гарячим прихильником відновлення єпископату, і це було однією з причин, які привели до серйозних розбратів між ним і графом Лодердейлі у 1663 році, Джон Мідлтон був позбавлений своїх посад. Він був з 1667 року губернатором Танжера (Марокко), на цій посаді він помер в червні 1674 року.
- Чарльз Міддлтон (1726—1813) — І барон Бархам — британський військово-морський офіцер і політичний діяч, народився в Лейт, Единбург. Мідлтон служив на Королівському флоті в 1741 році, як помічник капітана. Він отримав звання лейтенанта в 1745 році, і брав участь у Семирічній війні. У 1759 році він командував фрегатом «Арундель». У наступному році він командував кораблем «Емеральд», відзначився в Вест-Індії, захопив 16 французьких кораблів королівського флоту і кілька менших — приватних, і отримав подяку від купців британської колонії Барбадос. Чарльз Мідлтон отримав титул баронета, а в 1784 році був обраний як консерватор до парламенту Рочестера, був депутатом протягом 6 років, а три роки по тому був призначений контр-адміралом флоту. Пізніше він був став лордом адміралтейства, а в 1795 році став синім адміралом. Він був, нарешті, в 1805 році, призначений першим лордом адміралтейства, і отримав титул барона Бархама, посаду судді в графстві Кент. У вересні 1805 року лорд Бархам отримав звання червоного адмірала. Він помер у віці 86 років у своєму будинку Бархам. Крім видатних заслуг у Королівському флоті, сер Чарльз Міддлтон відіграв вирішальну роль у скасуванні работоргівлі в Британській імперії.